# Live in San Francisco at the Palace of Fine Arts
Live in San Francisco at the Palace of Fine Arts è un EP della cantautrice canadese Loreena McKennitt, pubblicato nell'ottobre 1995. Contiene 6 brani registrati dal vivo il 19 maggio 1994 al Palace of Fine Arts di San Francisco. Non si tratta di brani inediti, provengono tutti da precedenti album dell'artista.

## Tracce
1. The Mystic's Dream – 7:24
2. Santiago – 5:24
3. She Moved Through the Fair – 5:37
4. Between the Shadows – 4:18
5. The Lady of Shalott – 8:50
6. The Bonny Swans – 6:56

She Moved Through the Fair da Elemental.

Between the Shadows e The Lady of Shalott da The Visit.

The Mystic's Dream, Santiago e The Bonny Swans da The Mask and Mirror.

L'album è disponibile solo tramite ordine da Quinlan Road.